# Bheemanakere, Maddur
Bheemanakere là một làng thuộc tehsil Maddur, huyện Mandya, bang Karnataka, Ấn Độ.